# Instinción
Instinción es una localidad y un municipio español de la provincia de Almería en la comunidad autónoma de Andalucía, situado en la Alpujarra Almeriense y el Valle del Andarax. Cuenta con una población de 498 habitantes (INE 2024) y una superficie de 33,46 km². 

## Toponimia
En época árabe, a la localidad se la conocía como Estançihum, del que deriva su nombre actual.

## Geografía física

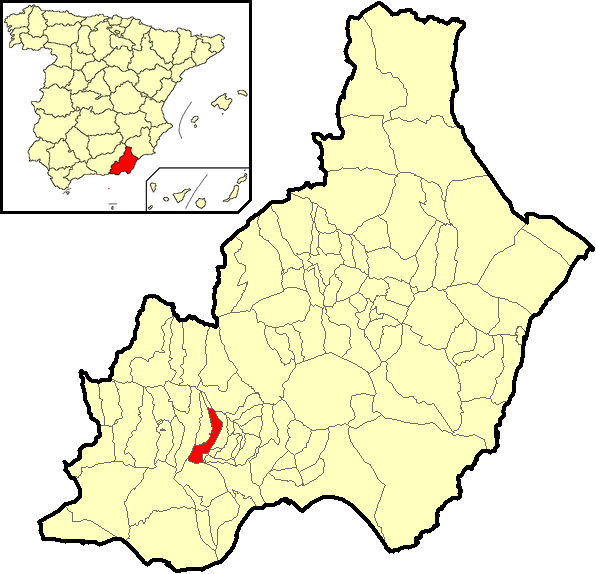
Extensión del municipio en la provincia de Almería

La localidad se encuentra situada a una altitud de 430 m s. n. m. y a 32,9 km de la capital de provincia, Almería; a 141 km de la capital de Granada; y a 241 de Murcia capital.

### Ubicación
| Noroeste: Rágol            | Norte: Alboloduy e Íllar | Nordeste: Alboloduy y Alsodux |
| Oeste: Rágol               |                          | Este: Íllar                   |
| Suroeste: Canjáyar y Felix | Sur: Íllar               | Sureste: Íllar y Bentarique   |

| Rágol                | 1'9 km  | Íllar     | 2 km    | Bentarique             | 3'7 km  |
| Huécija              | 5'2 km  | Alboloduy | 5'6 km  | Santa Cruz de Marchena | 5'7 km  |
| Terque               | 5'7 km  | Alsodux   | 5'9 km  | Alicún                 | 6 km    |
| Alhabia              | 6'4 km  | Canjáyar  | 7'3 km  | Alhama de Almería      | 8'9 km  |
| Ohanes               | 9 km    | Padules   | 10'1 km | Almócita               | 11'6 km |
| Santa Fe de Mondújar | 11'7 km | Beires    | 11'8 km | Nacimiento             | 12'5 km |
| Félix                | 13'8 km | Enix      | 13'9 km | Gádor                  | 15'5 km |

### Riesgos naturales
El municipio de Instinción cuenta con un PTEL que cumple con la Ley 5/2010 sobre autonomía local.

## Naturaleza
Instinción se encuentra en un enclave natural, divisible en tres partes para interpretar su paisaje: Sierra de Gádor, Sierra Nevada y como división entre ambas, el Valle del Andarax. Esta combinación entre montañas de bosque de coníferas y matorral a un lado, frente a éste un cinturón subdesértico y entre medio un valle por el que pasa un río, otorga a Instinción una riqueza de variedad de paisajes muy contrastados y muy cerca los unos de los otros.

### Orografía
Instinción se sitúa en los Sistemas Montañosos Béticos, concretamente en la Cordillera Penibética. En el macizo predominan las rocas calizas metamórficas y los tipos de suelos son los litosoles, cambisoles cálcicos y xerosoles cálcicos. Un rasgo característico de esta sierra desde el punto de vista orográfico es la extensa red de barrancos entre las cuales podemos encontrar los siguientes:
| Barranco de Los Morales |
| Barranco del Marín      |
| Barranco de Don Juan    |

#### Sierra de Gádor[4]
Por un lado tenemos la Sierra de Gádor, catalogada como ZEC y como LIC y espacio de la Natura 2000, territorio en el cual se localiza el núcleo poblacional dentro de la Alpujarra Almeriense. Esta zona ocupa una superficie de 2256,61 ha, de las cuales 2.049,20 ha pertenecen a la zona ZEC. 

#### Sierra Nevada
Si dirigimos la vista hacia el Norte nos encontraremos de frente con la parte más oriental de Sierra Nevada. Las vistas desde el municipio nos brindan la cara más desconocida de esta sierra la cual nos sumerge en un manto subdesértico de montañas surcadas por las cárcavas; y al este Sierra Alhamilla. Esta zona del municipio de Instinción es parte del Parque Natural de Sierra Nevada, declarado el 28 de julio de 1989 como zona de gran valor ecológico, debido a sus características físicas, biológicas y culturales. 
Además, también posee las siguientes figuras de protección:
| 1986 | Se declaró la Reserva de la Biosfera que se vio ampliada posteriormente y que engloba al Parque Natural junto y al Parque Nacional de Sierra Nevada. |
| 2001 | Se declara el Monumento Natural Falla de Nigüelas dentro de los límites del parque natural. |
| 2003 | Incluido combinada su superficie con la del parque nacional, en el Inventario de Espacios Naturales Protegidos de Andalucía como Zona de Especial Protección para las Aves (ZEPA).                                                                        |
| 2004 | Adherido a la Carta Europea de Turismo Sostenible (CETS), renovada en 2009 y en 2014 en segunda renovación. |
| 2006 | El Ministerio de Medio Ambiente autoriza la inclusión en la lista de Convenio de Ramsar las Turberas de Padul, junto a otros humedales españoles de reconocida importancia. Este humedal granadino se encuentra dentro de los límites del parque natural. |
| 2006 | Incluido, combinada su superficie con la del parque nacional, en la Lista de Lugares de Importancia Comunitaria (LIC) y revisada en sucesivas decisiones.                                                                                                 |
| 2012 | Declarado, combinada su superficie con la del parque nacional, como Zona Especial de Conservación (ZEC). |
| 2014 | Incluido en la Lista Verde de Áreas Protegidas y Conservadas de la UICN. |

### Río Andarax
En medio de estas dos sierras nos encontramos con el Río Andarax, dentro de la comarca del Valle Medio del Andarax. Instinción se construye a lo largo de la elevación de la montaña desde una parte de la ribera del río Andarax. Rodeado de vegas y de campos de cultivo, el Río Andarax casi marca el límite divisorio entre la Sierra de Gádor y Sierra Nevada.

### Flora
Dentro del término de Instinción podemos encontrar una predominancia de espacios forestales ocupados por distinta vegetación, de las cuales destacan las formaciones de matorral disperso con arbolado de quercíneas y coníferas. Muchas de las hectáreas de monte fueron reforestadas en el siglo pasado debido a la gran pérdida de vegetación que supuso el impacto de la minería en Almería, ya que se necesitaba de mucha madera como combustible para poder tratar los minerales extraídos, como el plomo. No obstante, la cantidad de coníferas que encontramos sobre todo en la parte oriental de Andalucía, no es la original de la zona, sino que sustituye a la desaparecida vegetación típica de bosque mediterráneo.
| Formaciones arbóreas    | Coníferas: - Pinus halepensis - Pinus pinaster - Pinus nigra - Pinus sylvestris Quercíneas: - Quercus ilex - Quercus faginea Otras frondosas: - Ficus carica - Populus alba y Acer opalus subsp.granadense - Prunus avium |
| Formaciones de matorral | Dentro de las formaciones de matorral podemos encontrar el espinar, tomillar, bolínar, lentiscar, salviar, piornal y pastizal. |
| Formaciones herbáceas   | En este estrato encontramos sobre todo formaciones de pastizal denso o disperso, con tomillar o aulagar, esparto, salvia, escobón o lastón. |
| Zonas de cultivo        | Las zonas de cultivo que se encuentran dentro de la zona ZEC están separadas, en las que predominan sobre todo cultivos de secano, con especies leñosas como el olivo (Olea europaea) y el almendro (Prunus dulces) y como especies herbáceas la cebada o la avena. Actualmente no se lleva a cabo mucha actividad económica relacionada con el cultivo o el pastoreo en esta sierra. |

- Caña común (Arundo donax)
- Taray (Tamarix gallica)
- Sauce llorón (Salix babylonica)
- Eucalipto (Eucalyptus globulus)
- Álamo blanco (Populus alba)
- Álamo negro (Populus nigra)

Cabe destacar que desde el año 56 del siglo XX, han sucedido varios cambios en el uso del suelo, sobre todo por el abandono de lo que antes eran cultivos, tanto de secano como de regadío, que han dado paso a grandes extensiones de matorral con quercíneas dispersas o a formaciones arboladas densas de conífera debido a la replantación.

### Fauna
| Mamíferos | Jabalí (Sus scrofa) Zorro rojo (Vulpes vulpes) Conejo común (Oryctolagus cuniculus) Ratón común (Mus musuculus) Rata de campo (Rattus rattus) Musaraña común (Crocidura russula) Erizo europeo (Erinaceus europaeus) |
| Aves      | Ruiseñor común (Luscinia megarhynchos) Curruca capirotada (Sylvia atricapilla) Lavandera blanca (Motacilla alba) Lavandera cascadeña (Motacilla cinerea) Gorrión común (Passer domesticus) Mirlo común (Turdus merula) Zarcero bereber (Iduna opaca) Serín verdecillo (Serinus serinus) Papamoscas gris (Muscicapa striata) Abubilla (Upupa epops) Jilguero europeo (Carduelis carduelis) Petirrojo europeo (Erithacus rubecula) Tórtola turca (Streptopelia decaocto) Tórtola europea (Streptopelia turtur) Ánade real (Anas platyrhynchos) |
| Reptiles  | Culebra de herradura (Hemorrhois hippocrepis) Culebra de escalera (Zamenis scalaris) Culebra bastarda (Malpolon monspessulanus) Culebra viperina (Natrix maura) Camaleón común (Chamaeleo chamaeleon) |
| Anfibios  | Rana común (Pelophylax perezi) Sapo común (Bufo bufo) |

## Historia
Aunque existen sospechas de un posible origen romano de la localidad, las raíces constatadas más antiguas de Instinción surgen en una alquería de la Edad Media.

## Geografía humana

### Organización territorial
No hay registros oficiales de entidades de población diseminadas de la cabecera municipal.

### Demografía
Cuenta con una población de 498 habitantes (INE 2024).
| Gráfica de evolución demográfica de Instinción entre 1842 y 2021                                                      |
| |
| Población de derecho según los censos de población del INE. Población de hecho según los censos de población del INE. |

### Urbanismo
El entramado callejero del pueblo corresponde al de una urbe de origen árabe, ubicado además en una ladera. Por lo tanto, se puede destacar lo sinuoso del trazado de sus calles, estrechas y en ocasiones con fuertes pendientes. En estas calles sobreviven varias viviendas burguesas de origen decimonónico.

### Comunicaciones
Por el término municipal, y a pocos metros del casco urbano, discurre la carretera A-348, que comunica Instinción con las demás localidades del valle del Andarax.

### Economía

#### Evolución de la deuda viva municipal
| Gráfica de evolución de Deuda viva del Ayuntamiento de Instinción entre 2008 y 2019                                |
| |
| Deuda viva del Ayuntamiento de Instinción en miles de Euros según datos del Ministerio de Hacienda y Ad. Públicas. |

#### Sector primario
Rodeando el Río Andarax a cada lado de su cauce, se extiende un manto de cultivos que son el motor de la economía del municipio de Instinción. Estos cultivos sobre todo son de cítricos, como limoneros y naranjos, aunque también podemos encontrar algún manzano, perales, patatas, parras, etc.

#### Usos del suelo
Durante el prolongado transcurso de su creación, se han ido aglutinando sedimentos de margas, arenas, calizas, arcillas y yesos, lo que convierte a estas tierras en las llamadas badlands, o tierras malas, debido a la falta de precipitaciones y las elevadas temperaturas y difíciles para el cultivo. Se caracterizan por ser terrenos blandos que, a través de la influencia de lluvias (principalmente torrenciales), han sido moldeados y erosionados formando lo que se conoce como cárcavas: pequeños moldes de ‘‘arroyos’’ que se deslizan sobre la pendiente de las montañas compuestas por materiales arcillosos de las zonas desérticas y subdesérticas.

## Símbolos

### Bandera
Paño rectangular de proporciones 1:1,5 de color gualdo; terciada en bajo por una banda de color púrpura. En el centro del paño y en dimensiones proporcionadas, se cargará el escudo municipal, en el que los metales oro y plata se sustituyen por el gualdo y blanco, respectivamente.
Aprobada a 2 de julio de 2002 junto con el escudo de la localidad.

### Escudo
Paño rectangular de proporciones 1:1,5 de color gualdo; terciada en bajo por una banda de color púrpura. En el centro del paño y en dimensiones proporcionadas, se cargará el escudo municipal, en el que los metales oro y plata se sustituyen por el gualdo y blanco, respectivamente.
Aprobada a 2 de julio de 2002 junto con la bandera de la localidad.

## Política

### Alcaldes
| Periodo     | Alcalde                      | Partido |
| ----------- | ---------------------------- | ------- |
| 1979-1983   | Luis García Ros              | UCD     |
| 1983-1987   | Luis García Ros              | PIDA    |
| 1987-1991   | Emilio Milán Molina          | PSOE    |
| 1991-1995   | Emilio Milán Molina          | PSOE    |
| 1995-1999   | Emilio Milán Molina          | PSOE    |
| 1999-2003   | Emilio Milán Molina          | PSOE    |
| 2003-2007   | Emilio Milán Molina          | PSOE    |
| 2007-2011   | Francisco Emilio Alex Bruque | PSOE    |
| 2011-2013   | Francisco Emilio Alex Bruque | PSOE    |
| 2015-2019   | Francisco Emilio Alex Bruque | PSOE    |
| 2019 - 2023 | Francisco Emilio Alex Bruque | PSOE    |
| 2023 -      | Félix López Alcaraz          | PSOE    |

## Servicios públicos

### Educación
Instinción cuenta con los servicios del CPR Valle Medio Andarax para la educación hasta los 12 años de edad, pero no instituto, para el que los estudiantes tienen que acudir a centros en localidades cercanas como Alhama de Almería o Canjáyar.

### Sanidad
Se puede encontrar en la localidad un pequeño consultorio médico dependiente del distrito sanitario Almería. El hospital de referencia es Torrecárdenas.

### Ocio
Instinción dispone de algunos lugares de uso público dentro de la Sierra de Gádor y Énix:
| Mirador Cerro de las Cruces |
| Mirador Los Morales         |
| Casa forestal Los Morales   |
| Merendero                   |
| La Piedra Alta              |

#### Vías pecuarias dentro del ámbito ZEC y longitud del tramo
Las vías pecuarias dentro del ámbito ZEC del municipio de Instinción son las siguientes:
| Cordel de la Chanata          | 11,12 km |
| Cordel del Llano de la Muela  | 3,85 km  |
| Vereda de la Rambla de Guadix | 2,45 km  |
| Vereda de la Solaneta         | 6,91 km  |
| Cañada Real de la Chanata     | 4,67 km  |

## Cultura

### Patrimonio

#### Patrimonio religioso
- Iglesia de San Juan Bautista, de las más antiguas de la provincia por salvarse de la quema durante la rebelión de los Moriscos en 1568.[14] Es de estilo mudéjar y, a diferencia de muchos otros pueblos con una sola iglesia, esta no está dedicada a su patrón.Gallego, María del Mar (1996).  Juan Agero, ed. Almería, pueblo a pueblo. Madrid: Editorial Mediterráneo. p. 349.
- Ermita de San Cosme y San Damián, erigida en 1842.

#### Las acequias
Las acequias desempeñan un papel fundamental en la historia y la importancia de la Alpujarra Almeriense y concretamente en Instinción. Estas infraestructuras hidráulicas ancestrales permitieron el desarrollo de la agricultura en una región montañosa y árida, convirtiendo a la Alpujarra en una zona fértil y productiva. La historia de las acequias en la Alpujarra se remonta a la época musulmana, cuando se construyeron sistemas de riego para aprovechar el agua de las montañas y llevarla hasta las tierras de cultivo. Estos sistemas hidráulicos se basaban en una red de canales y acequias que distribuían el agua de manera equitativa entre los distintos agricultores y sus parcelas.
Las acequias permitieron el cultivo de una gran variedad de productos agrícolas, como cereales, frutas, hortalizas y especialmente los tradicionales cultivos de la Alpujarra, como los almendros, los olivos y la vid. Estos cultivos se adaptaron a las condiciones climáticas y de suelo de la región, aprovechando el agua suministrada por las acequias para su crecimiento y desarrollo. La importancia de las acequias en la Alpujarra Almeriense es múltiple. En primer lugar, contribuyeron a la supervivencia de las comunidades locales, al proporcionar agua para el riego de los cultivos y asegurar así la producción de alimentos. Además, las acequias fomentaron el desarrollo económico de la región, al permitir una agricultura productiva y la comercialización de los productos agrícolas.
Culturalmente, las acequias son un elemento icónico de la Alpujarra Almeriense y reflejan la sabiduría ancestral de las comunidades locales para aprovechar los recursos naturales de forma sostenible. Estas infraestructuras también han dejado su huella en el paisaje, con senderos y caminos que recorren los canales y permiten disfrutar de hermosas vistas panorámicas de la región. Hoy en día, las acequias continúan siendo fundamentales en la agricultura de la Alpujarra Almeriense, aunque también se han modernizado con el uso de sistemas de riego más avanzados. Sin embargo, las tradiciones y conocimientos asociados a la gestión de las acequias se mantienen vivos, transmitiéndose de generación en generación.

### Patrimonio cultural inmaterial
Las fiestas patronales se celebran en honor a San Sebastián, el día 20 de enero.

## Deporte[15]
| El Rincón             | Cañada de Cándido               | Cerro del Zarzalejo (1532 m)            |
| La Loma               | Pecho del Navajo                | La Chanata                              |
| Tierras Coloradas     | Fuente de los Morales           | Llano de la Chanata                     |
| Pago del Ejido        | Llano de la Fuente de la Encina | Cerro Marranera (límite con Bentarique) |
| El Atajo              | Las Suertes                     | Cueva del Cigarro                       |
| Los Llanillos         | Tajo Colorado                   | Cerro del Médico                        |
| Pago de Colomina      | Loma del Borreguero             | Llano de Julia                          |
| Loma de los Angélicos | Loma del Morral                 | Cerro Miralles (1573 m)                 |
| La Huertas            | Las Cañadas de Bentarique       | Era de Juan Delgado                     |
| Riscos del Curruquero | Encina del Viso                 |                                         |
| Cerros de Montoro     | Llano del Patio Alto            |                                         |